# Peñarrubia (Abra)
Peñarrubia è una municipalità di quinta classe delle Filippine, situata nella provincia di Abra nella Regione Amministrativa Cordillera.
Peñarrubia è formata da 9 baranggay:
- Dumayco
- Lusuac
- Malamsit (Pau-Malamsit)
- Namarabar
- Patiao
- Poblacion
- Riang (Tiang)
- Santa Rosa
- Tattawa